# Discographie de Kenny Loggins
 (février 2017).
Si vous disposez d'ouvrages ou d'articles de référence ou si vous connaissez des sites web de qualité traitant du thème abordé ici, merci de compléter l'article en donnant les références utiles à sa vérifiabilité et en les liant à la section « Notes et références ».
La discographie du chanteur et guitariste américain Kenny Loggins se compose principalement de 12 albums, 13 studio et 2 live, 2 compilations en plus de 31 singles.

## Albums

### Albums Studio
| Année | Détails de l'album                                                                                            | Classement | Classement | Classement | Nominations   |
| Année | Détails de l'album                                                                                            | US         | US Indie   | SWE        | Nominations   |
| ----- | --- | ---------- | ---------- | ---------- | ------------- |
| 1977  | Celebrate Me Home - Premier album studio - Date de sortie: juillet 1976 - Label: Columbia Records             | 27         | —          | —          | - US: Platine |
| 1978  | Nightwatch - Deuxième album studio - date de sortie: 12 juillet 1978 - Label: Columbia Records                | 7          | —          | —          | - US: Platine |
| 1979  | Keep the Fire - Troisième album studio - date de sortie: 28 septembre 1979 - Label: Columbia Records          | 16         | —          | —          | - US: Platine |
| 1982  | High Adventure - Quatrième album studio - Date de sortie: 20 aout 1982 - Label: Columbia Records              | 13         | —          | 46         | - US: Or      |
| 1985  | Vox Humana - Cinquième album studio - Date de sortie: 22 mars 1985 - Label: Columbia Records                  | 41         | —          | 33         | - US: Or      |
| 1988  | Back to Avalon - Sixième album studio - Date de sortie : 22 mars 1988 - Label: Columbia Records               | 69         | —          | 24         |               |
| 1991  | Leap of Faith - Septième album studio - Date de sortie: 10 septembre 1991 - Label: Columbia Records           | 71         | —          | —          | - US: Or      |
| 1994  | Return to Pooh Corner' - Huitième album studio - Date de sortie: 10 mai 1994 - Label: Columbia/Sony Wonder    | 65         | —          | —          | - US: Platine |
| 1997  | The Unimaginable Life - Neuvième album studio - Dte de sortie: 8 juillet 1997 - Label: Columbia Records       | 107        | —          | —          |               |
| 2000  | More Songs from Pooh Corner - Dixième album studio - Date de sortie: 8 février 2000 - Label: Columbia Records | —          | —          | —          |               |
| 2003  | It's About Time - Onzième album studio - Dte de sortie: 19 aout 2003 - Label: All the Best                    | —          | 10         | —          |               |
| 2007  | How About Now - Douzième album studio - Date de sortie: 20 février 2008 - Label: Concord Records              | —          | —          | —          |               |
| 2009  | All Join In - Treizième album studio - Date de sortie: 21 juillet 2009 - Label: Walt Disney Records           | —          | —          | —          |               |

### Albums Live
| Année | Détails de l'album                                                                                       | Classement | Nominations |
| Année | Détails de l'album                                                                                       | US         | Nominations |
| ----- | --- | ---------- | ----------- |
| 1980  | Kenny Loggins en Vie - Premier album live - Date de sortie: septembre 1980 - Label: Columbia Records     | 11         | - US: Or    |
| 1993  | L'extérieur: les Séquoias - Deuxième album live - Date de sortie: 10 août 1993 - Label: Columbia Records | 60         | - US: Or    |

### Albums vidéos
| Année | Détails de la vidéo                                                  | Détails                                    |
| ----- | -------------------------------------------------------------------- | ------------------------------------------ |
| 1981  | Alive! - Studio: Sony BMG - Format: VHS, LD, DVD                     | En concert à Santa Barbara, en Californie. |
| 1992  | Live from the Grand Canyon - Studio: Sony BMG - Format: VHS, LD, DVD |                                            |
| 1993  | Outside from the Red Woods - Studio: Sony BMG - Format: VHS, LD, DVD |                                            |
| 1996  | Return to Pooh Corner - Studio: Sony BMG - Format: VHS               |                                            |

### Albums de noël
| Année | Album de détails                                                                            | Classement |
| Année | Album de détails                                                                            | US         |
| ----- | ------------------------------------------------------------------------------------------- | ---------- |
| 1998  | Décembre - Premier album de vacances - Date de sortie: 3 octobre 1998 - Étiquette: Sony BMG | 148        |

## Chansons

### Compilations
| Année | Détails de l'album | Classement | Nominations   |
| Année | Détails de l'album | US         | Nominations   |
| ----- | --- | ---------- | ------------- |
| 1993  | Les Chansons d'amour de Kenny Loggins - Première compilation - Date de sortie: 1993 - Label: Columbia Records                    | —          |               |
| 1997  | Hier, Aujourd'Hui, Demain - Deuxième compilation - Date de sortie: 25 mars 1997 - Label: Columbia Records                        | 39         | - US: Platine |
| 2002  | L'Essentiel De Kenny Loggins - Troisième compilation - Date de sortie: 19 novembre 2002 - Label: Columbia/Legacy Enregistrements | —          |               |

### Singles
| Année | Single                                           | Classement | Classement | Classement | Classement | Classement | Classement | Classement | Classement | Classement | Classement | Album                                      |
| Année | Single                                           | US         | US AC      | US Main    | US R&B     | CAN        | UK         | NZ         | NL         | SWI        | AU         | Album                                      |
| ----- | ------------------------------------------------ | ---------- | ---------- | ---------- | ---------- | ---------- | ---------- | ---------- | ---------- | ---------- | ---------- | ------------------------------------------ |
| 1977  | I Believe in Love                                | 66         | 37         | —          | —          | 45         | —          | —          | —          | —          | —          | Celebrate Me Home                          |
| 1978  | Whenever I Call You 'Friend' (with Stevie Nicks) | 5          | 9          | —          | —          | 3          | —          | 40         | 15         | —          | 26         | Nightwatch                                 |
| 1979  | Easy Driver                                      | 60         | —          | —          | —          | 55         | —          | —          | —          | —          | —          | Nightwatch                                 |
| 1979  | This Is It                                       | 11         | 17         | —          | 19         | 9          | —          | 35         | 26         | —          | 85         | Keep the Fire                              |
| 1980  | Keep the Fire                                    | 36         | 40         | —          | —          | 52         | —          | —          | —          | —          | —          | Keep the Fire                              |
| 1980  | I'm Alright                                      | 7          | —          | —          | —          | 5          | —          | 50         | 44         | —          | 53         | Caddyshack (soundtrack)                    |
| 1982  | Don't Fight It (with Steve Perry)                | 17         | —          | 4          | —          | 7          | —          | —          | —          | —          | —          | High Adventure                             |
| 1983  | Heart to Heart                                   | 15         | 3          | —          | 71         | 39         | —          | —          | —          | —          | —          | High Adventure                             |
| 1983  | Welcome to Heartlight (en)                       | 24         | 17         | —          | —          | 37         | —          | —          | 35         | —          | —          | High Adventure                             |
| 1984  | Footloose                                        | 1          | —          | —          | —          | 1          | 6          | 1          | —          | 4          | 1          | Footloose (soundtrack)                     |
| 1984  | I'm Free (Heaven Helps the Man)                  | 22         | —          | —          | —          | 31         | —          | —          | —          | —          | —          | Footloose (soundtrack)                     |
| 1985  | Vox Humana                                       | 29         | —          | 18         | —          | 36         | —          | —          | —          | —          | —          | Vox Humana                                 |
| 1985  | Forever                                          | 40         | 5          | —          | —          | —          | —          | —          | —          | —          | 94         | Vox Humana                                 |
| 1985  | I'll Be There                                    | 88         | 33         | —          | —          | —          | —          | —          | —          | —          | —          | Vox Humana                                 |
| 1986  | Danger Zone                                      | 2          | —          | 7          | —          | 7          | 45         | 12         | —          | 6          | 14         | Top Gun (soundtrack)                       |
| 1986  | Playing with the Boys                            | 60         | —          | —          | —          | —          | —          | —          | —          | —          | —          | Top Gun (soundtrack)                       |
| 1987  | Meet Me Half Way                                 | 11         | 2          | —          | —          | 28         | —          | —          | —          | —          | —          | Over the Top : Le Bras de fer (soundtrack) |
| 1988  | Nobody's Fool                                    | 8          | 42         | 30         | —          | 11         | —          | —          | —          | —          | —          | Caddyshack II (soundtrack)                 |
| 1988  | I'm Gonna Miss You                               | 82         | —          | —          | —          | —          | —          | —          | —          | —          | —          | Back to Avalon                             |
| 1989  | Tell Her                                         | 76         | —          | —          | —          | —          | —          | —          | —          | —          | —          | Back to Avalon                             |
| 1991  | Conviction of the Heart                          | 65         | 9          | —          | —          | 33         | —          | —          | —          | —          | —          | Leap of Faith                              |
| 1992  | The Real Thing                                   | —          | 5          | —          | —          | 39         | —          | —          | —          | —          | —          | Leap of Faith                              |
| 1992  | If You Believe                                   | —          | 9          | —          | —          | 58         | —          | —          | —          | —          | —          | Leap of Faith                              |
| 1992  | Now Or Never                                     | —          | 34         | —          | —          | —          | —          | —          | —          | —          | —          | Leap of Faith                              |
| 1993  | This Is It (live)                                | —          | 31         | —          | —          | —          | —          | —          | —          | —          | —          | Outside: From the Redwoods                 |
| 1994  | Return to Pooh Corner                            | —          | 25         | —          | —          | 75         | —          | —          | —          | —          | —          | Return to Pooh Corner                      |
| 1996  | For the First Time                               | —          | 1          | —          | —          | —          | —          | —          | —          | —          | 81         | One Fine Day (soundtrack)                  |
| 1997  | I Am Not Hiding                                  | —          | 21         | —          | —          | —          | —          | —          | —          | —          | —          | The Unimaginable Life                      |
| 2003  | With This Ring                                   | —          | 22         | —          | —          | —          | —          | —          | —          | —          | —          | It's About Time                            |
| 2004  | I Miss Us                                        | —          | 18         | —          | —          | —          | —          | —          | —          | —          | —          | It's About Time                            |
| 2009  | There Is a Mountain                              | —          | —          | —          | —          | —          | —          | —          | —          | —          | —          | All Join In                                |
| 2009  | Two of Us                                        | —          | —          | —          | —          | —          | —          | —          | —          | —          | —          | All Join In                                |

## Les vidéos clip
| Année | Chanson                                                 | Directeur(s) |
| ----- | ------------------------------------------------------- | ------------ |
| 1983  | Heart to Heart                                          |              |
| 1983  | Welcome to Heartlight                                   |              |
| 1984  | Footloose                                               | Brian Grant  |
| 1984  | Footloose (Brian Grant) I'm Free (Heaven Helps the Man) |              |
| 1985  | Vox Humana                                              |              |
| 1985  | Forever                                                 |              |
| 1986  | Playing With The Boys                                   |              |
| 1986  | Danger Zone                                             | Tony Scott   |
| 1987  | Meet Me Half Way                                        |              |
| 1988  | Nobody's Fool                                           |              |
| 1991  | Conviction of the Heart                                 |              |
| 1997  | For the First Time                                      | Jim Shea     |
| 2000  | Your Heart Will Lead You Home                           |              |
| 2009  | Underneath the Same Sky                                 | Nigel Dick   |

## Autres apparitions
| Année | Chanson                  | Album                                |
| ----- | ------------------------ | ------------------------------------ |
| 1994  | Footloose (version live) | Grammy's Greatest Moments Volume III |